# ساسکیا ده یونگ
ساسکیا ده یونگ (به انگلیسی: Saskia de Jonge) (زادهٔ ۲۲ نوامبر ۱۹۸۶ ‏(۳۸ سال)) شناگر اهل هلند است.